# Thomas Lurz
Thomas Lurz (* 28. November 1979 in Würzburg) ist ein ehemaliger deutscher Freiwasserschwimmer.
Lurz ist bei Weltmeisterschaften mit insgesamt zwölf gewonnenen Titeln der erfolgreichste deutsche Schwimmer.
Außerdem ist er bei Freiwasserweltmeisterschaften der erfolgreichste Teilnehmer.

## Werdegang
Thomas Lurz wohnt in Gerbrunn und startete für den SV Würzburg 05. Er war Soldat der Sportfördergruppe der Bundeswehr in Warendorf im Dienstgrad Oberstabsgefreiter. Trainiert wurde Lurz von seinem Bruder Stefan Lurz.
Während der Teilnahme an der Universiade im August 2007 in Bangkok erfuhr Thomas Lurz vom Tod seines Vaters Peter Lurz. Dieser starb bei einer Fahrradtour an Herzversagen.
Lurz hat an der Fachhochschule Würzburg-Schweinfurt ein Studium als Diplom-Sozialpädagoge (FH) abgeschlossen.
Im Sommer 2012 veröffentlichte Lurz sein erstes Buch Auf der Erfolgswelle schwimmen. 2012 gründete er die Thomas Lurz und Dieter Schneider Sportstiftung zugunsten von Sportlern mit Handicap. Im September 2013 fand erstmals die Veranstaltung „No Limits“ in Würzburg statt, welche die Stiftung ins Leben rief.
Lurz ist Lehrbeauftragter der Universität Würzburg und Mitglied im Rotary Club. Ab Januar 2013 war er für s.Oliver in der internationalen Personalentwicklung und ab 2017 im Business-Development tätig. Zusätzlich beendete Lurz erfolgreich im September 2017 an der WHU – Otto Beisheim School of Management einen Master of Business Administration General Management. Seit Januar 2016 ist er Präsident des SV Würzburg 05, des Weiteren ist er seit Juli 2018 im Vorstand der Zukunftsstiftung Würzburg tätig. Seit September 2019 ist Lurz bei s.Oliver als HR-Director beschäftigt.
Für Eurosport kommentierte Lurz als Experte die Open-Water-Wettbewerbe der Olympischen Spiele 2021 in Tokio und 2024 in Paris live im TV. Im November 2021 veröffentlichte er gemeinsam mit Andreas Klement sein zweites Buch unter dem Titel Think Goldnach dem ersten Buch „Auf der Erfolgswelle schwimmen“.
Seit Februar 2024 ist Thomas Lurz Mitglied im Hochschulrat der Technischen Hochschule Würzburg / Schweinfurt aufgrund seiner Kenntnisse aus dem Personalwesen und der Wirtschaft.
Seit dem 1. Mai 2024 ist Thomas Lurz Mitglied der Geschäftsführung der s.Oliver Group als CHRO.

## Schwimmkarriere
Thomas Lurz’ Spezialdisziplinen waren die langen Freistilstrecken, insbesondere das Freiwasserschwimmen. Ebenso wie Larissa Iltschenko, die erfolgreichste Frau bei Freiwasserweltmeisterschaften, hatte er sich auf die Distanzen 5 und 10 km spezialisiert.
National gewann Lurz erstmals 1998 den Titel über 1500 Meter auf der Kurzbahn. 2001 gewann er den ersten nationalen Titel auf der 5-km-Strecke und nahm erstmals an Weltmeisterschaften und einer Universiade teil.
Nationale Titel über 1500 Meter auf der Kurzbahn sowie über 5 und 10 km kamen 2002 hinzu. Er wurde Vizeeuropameister über 5 km und Vierter über 10 km. Bei den Kurzbahneuropameisterschaften kam ein fünfter Platz über 1500 Meter Freistil hinzu. Seine erste WM-Medaille gewann er 2002 als Drittplatzierter in Ägypten über 5 km, eine weitere Medaille verpasste er über 10 km als Vierter knapp.
2003 gewann Lurz die Titel über 800 und 1500 m Freistil auf der Lang- sowie über 1500 m auf der Kurzbahn. Bei den Kurzbahneuropameisterschaften verpasste er eine Medaille über 1500 m als Vierter.

### Olympische Sommerspiele 2004
Der endgültige internationale Durchbruch gelang Lurz 2004. Auf der 10-km-Strecke gewann Lurz in Dubai den WM-Titel, über 5 km verpasste er einmal mehr als Viertplatzierter eine Medaille. Hinzu kamen erneut die deutschen Titel über 800 und 1500 m Freistil auf der Langbahn. Höhepunkt des Jahres wurde die Teilnahme an den Olympischen Sommerspielen 2004 in Athen, wo der Gerbrunner über 1500 m Freistil 22. wurde. Lurz wurde 2004 Würzburger Sportler des Jahres.
Lurz gewann 2005 bei den Weltmeisterschaften in Montreal den Titel über 5 km und wurde Vizeweltmeister auf der 10-km-Strecke. Bei der Universiade in Izmir kam Silber über 1500 m Freistil hinzu. Er gewann die Europacup-Wertung im Freiwasser und gewann dabei vier 10-km-Rennen.
Deutscher Meister wurde er erneut über 5 km, Vizemeister über 800 und 1500 m Freistil. Lurz wurde 2005 außerdem Freiwasserschwimmer des Jahres.
Im Jahr 2006 gewann Lurz sowohl bei den Weltmeisterschaften in Neapel wie auch bei den Europameisterschaften in Budapest die Titel über 5 und 10 km. National gewann er ebenso über die Langstrecken wie über 1500 m Freistil und bei den Wintermeisterschaften über 1500 und 800 m.
Dabei stellte er in 7:51,59 min einen neuen deutschen Rekord über 800 m Freistil auf. Erneut wurde Lurz Freiwasserschwimmer des Jahres und Würzburger Sportler des Jahres.
Bei den Weltmeisterschaften 2007 in Melbourne gewann Lurz erneut den Titel über 5 km und wurde Zweiter auf der doppelten Strecke.
Ein Weltcup-Rennen der Saison gewann er ebenso wie zwei Europacup-Rennen. Fünf nationale Titel konnte er gewinnen, auf beiden Freiwasserlangstrecken, über 1500 m Freistil auf Kurz- und Langbahn sowie über 800 m auf der Langbahn.
Am Saisonende wurde er zu Europas Freiwasserschwimmer des Jahres gewählt.

### Olympische Sommerspiele 2008
Die Saison 2008 brachte nicht nur die erneute Teilnahme an den Olympischen Spielen mit dem Gewinn der Bronzemedaille über 10 km, sondern erneut den Gewinn des Titels über 5 km bei den Weltmeisterschaften in Sevilla und über 10 km bei den Europameisterschaften in Dubrovnik. Bei der jeweils anderen Langstrecke gewann er bei beiden Meisterschaften Bronze. In Dubai und Cancún gewann Lurz Weltcuprennen sowie ein Europacuprennen. National kam der Gewinn des Deutschen Meistertitels über 5 km hinzu. Er wurde Adh-Hochschulsportler des Jahres, DSV-Schwimmer des Jahres, Sportler des Jahres in Würzburg und als Medaillengewinner bei Olympia mit dem Silbernen Lorbeerblatt ausgezeichnet.

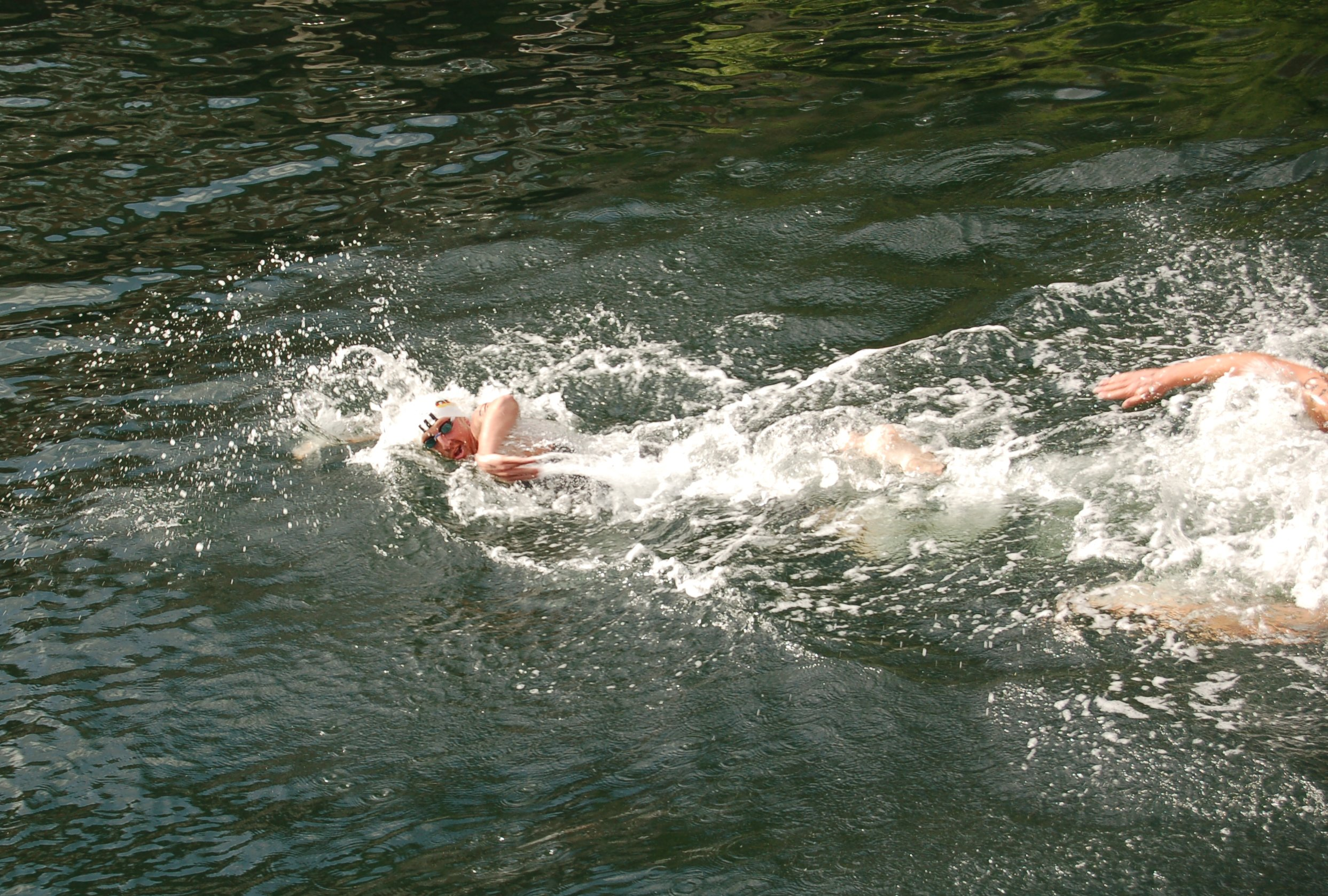
Thomas Lurz 50 m vor seinem 10-km-Weltcup-Sieg 2009 in Kopenhagen

Auch 2009 setzen sich die Erfolge fort, über 5 und 10 km gewann Lurz die nationalen Meisterschaften und in Setúbal ein Weltcuprennen über 10 km. Bei den Weltmeisterschaften in Rom 2009 schaffte Lurz erneut den Weltmeistertitelgewinn über 5 und 10 km. Hinzu kamen noch neun Weltcupsiege (Varna, Copenhagen, New York, Annecy, Dubai, Hong Kong, Shantou, Qiandao) und der Gewinn des Gesamtweltcups. Außerdem gewann er das Fina Grand Prix Finale über 15 km in Abu Dhabi.
Bei der Schwimm-EM 2010 in Budapest holte er den Titel über 10 km, in Roberval gewann er über 5 km.
Thomas Lurz gewann im April 2011 den Auftaktwettbewerb des Langstrecken-Weltcups über die 10-km-Distanz in Santos (Brasilien). Im Mai 2011 wurde er beim zweiten Weltcup-Rennen in Cancún (Mexiko) Zweiter hinter seinem Teamkollegen Andreas Waschburger aus Saarbrücken. Bei den Weltmeisterschaften in Shanghai gewann er über 10 km hinter Spyros Gianniotis die Silbermedaille.
Zudem kam sein insgesamt 10. Weltmeistertitel dazu und er gewann wieder die 5 km zum siebten Mal in Folge.
Den Medaillensatz komplettierte er im Teamrennen über 5 km und holte mit Jan Wolfgarten und Isabell Haerle die Bronzemedaille. Bei den Europameisterschaften in Eilat (ISR) gewann Thomas Lurz zum vierten Mal in Folge die 10 km und wurde Europameister. Ebenso gewann Lurz den Fina-Gesamtweltcup 2011 über 10 km mit Siegen in Shantou und Hong Kong.

### Olympische Sommerspiele 2012
Mit einer Silbermedaille holte er als einziger deutscher Schwimmer bei den Olympischen Spielen in London eine Medaille.
2013 gewann Thomas Lurz wieder zwei Weltmeistertitel in Barcelona über die 25 km und im 5-km-Team-Event. Damit ist Thomas Lurz der erste Schwimmer weltweit der im Open Water alle Disziplinen gewinnen konnte. Die 25 km ist Thomas Lurz zum ersten Mal in seiner Karriere geschwommen und konnte gleich gewinnen. Hinzu kam der Vizeweltmeistertitel über 10 km und eine Bronzemedaille über 5 km. Thomas Lurz gewann auch 2013 den Fina Gesamtweltcup und konnte die Rennen in Lac Megantic (CAN) und Shantou (CHN) gewinnen. 2013 wurde er zum fünften Mal Europaschwimmer des Jahres Open Water gewählt.
Am 1. Mai 2015 gab der 35-Jährige überraschend bekannt, dass er seine Karriere als Freiwasserschwimmer mit sofortiger Wirkung beendet.

## Erfolgsbilanz

### Meisterschaften
- Olympische Spiele:
  - Teilnahme 2004 in Athen
  - Bronzemedaille 2008 in Peking
  - Silbermedaille 2012 in London
- Zwölf Titel bei Weltmeisterschaften, dazu dreimal Silber und dreimal Bronze
- Fünf Titel bei Europameisterschaften, einmal Vizeeuropameister
- 26 Titel bei Deutschen Meisterschaften (Becken und Freiwasser) über 800, 1500, 5000 und 10.000 m Freistil

### Weitere Medaillen und Titel
- Silbermedaille Universiade 2005 Izmir
- Europacup-Sieger Freiwasser 2005

## Auszeichnungen
- Freiwasserschwimmer der Jahre 2005, 2006, 2009, 2011 und 2013[12][13]
- Europas Langstreckenschwimmer des Jahres 2007, 2009
- FINA World Athletes of the Year (Water Polo): 2011
- Bayerische Verfassungsmedaille in Silber: 2015
- „Vorbild im Sport“, Zusatzpreis im Rahmen der Auszeichnung der Sportler des Jahres 2015

Träger des silbernen Lorbeerblattes 2008 und 2012